# Blue Diamond
Pour la maison de production, voir Blue Diamond.
Blue Diamond (le Diamant Bleu) est un personnage de fiction,  super-héros créé par Timely Comics, le prédécesseur de Marvel Comics. Il est apparu pour la première fois dans Daring Mystery Comics #7, en 1941.

## Biographie du personnage
Elton T. Morrow était un archéologue qui découvrit un mystérieux diamant bleu lors d'une expédition en Antarctique. Le diamant était un fragment de l'Arbre de la Pierre de Vie, qui alimente le pouvoir des Huit Élus du Destin.
Un sous-marin allemand attaqua son navire sur le chemin du retour, et Morrow fut le seul survivant. Une explosion fracassa le diamant, et Morrow fut touché par l'énergie résiduelle.  Il fut sauvé par un navire britannique et découvrit qu'il possédait désormais des super-pouvoirs.
Se faisant appeler le Diamant Bleu, il combattit les Nazis pendant la Seconde Guerre mondiale, au sein de la Légion de la Liberté. Il prit sa retraite à la fin de la guerre.
Morrow sortit de sa retraite pour aider les Quatre Fantastiques à vaincre Shanga, une alien cristalline, qui tomba amoureux de lui et le transforma en créature de cristal. Elle fut par la suite capturée par l'Etranger, et Morrow retourna sur Terre.

## Pouvoirs et capacités
- Irradié par l'énergie du diamant, le corps de Blue Diamond est aussi dur que le diamant, et possède un degré de super-force.
- Depuis sa transformation en cristal, Morrow a retrouvé une certaine jeunesse et ne semble plus vieillir.
- Il peut voler et survivre dans l'espace.